# Herbert Buhtz
Herbert Buhtz (Coblenza, 12 de abril de 1911-Berlín, 7 de junio de 2006) fue un deportista alemán que compitió en remo.
Participó en los Juegos Olímpicos de Los Ángeles 1932, obteniendo una medalla de plata en la prueba de doble scull. Ganó dos medallas en el Campeonato Europeo de Remo, plata en 1937 y oro en 1938.

## Palmarés internacional
| Juegos Olímpicos   | Juegos Olímpicos             | Juegos Olímpicos | Juegos Olímpicos |
| Año                | Lugar                        | Medalla          | Prueba           |
| ------------------ | ---------------------------- | ---------------- | ---------------- |
| 1932               | Los Ángeles (Estados Unidos) | Medalla de plata | Doble scull      |
| Campeonato Europeo |                              |                  |                  |
| Año                | Lugar                        | Medalla          | Prueba           |
| 1937               | Ámsterdam (Países Bajos)     | Medalla de plata | Ocho con timonel |
| 1938               | Milán (Italia)               | Medalla de oro   | Ocho con timonel |